# Sinner (песня)
Sinner — (рус. Грешник) третий сингл американской ню-метал группы Drowning Pool из их дебютного альбома Sinner, выпущенный в 2001 году. Он является первой песней в альбоме и последним синглом из него. Быстрый темп, цепляющие гитарные риффы — благодаря этому песня получила успех на радио и является одной из самых известных песен группы.

## Видеоклип
Клип был снят в 2002 году режиссёром Грегори Дарком (англ. Gregory Dark). Съёмки происходили в Лос-Анджелесе, в отеле под названием Pink Lady, под впечатлением от фильма Семь. В клипе группа играет в котловане во время сильного дождя. Также, в фильме присутствуют девушка с питбулем, девушка в солярии, кожа у которой к концу клипа сильно стареет, и толстый мужчина, который ест так много, что у него взрывается живот.

## Список композиций
| №  | Название | Длительность |
| -- | -------- | ------------ |
| 1. | «Sinner» | 2:27         |